# Forbes River (Hastings River)
Der Forbes River ist ein Fluss im Nordosten des australischen Bundesstaates New South Wales. 
Er entspringt im Ostteil des Werrikimbe-Nationalparks. Von dort fließt er nach Süden durch größtenteils unbesiedeltes Gebiet. Nach Verlassen des Nationalparks durchfließt er die Kleinstadt Birdwood und die Siedlung Forbes River. Bei Yarras am Oxley Highway mündet er in den Hastings River.